# Chiesa di San Giorgio Martire (Chions)
La chiesa di San Giorgio Martire è la parrocchiale di Chions, in provincia di Pordenone e diocesi di Concordia-Pordenone; fa parte della forania di Azzano Decimo.

## Storia
La prima citazione di una chiesa a Chions risale al 1239. Questo edificio sorgeva al centro della centa.
Quello attuale venne edificato ed eretto a parrocchiale nel XV secolo e consacrato nel 1538.
L'edificio venne ampliato e modificato nel Settecento e la facciata fu ricostruita nel 1921 su progetto di Antonio Marson.
La chiesa è stata oggetto di un restauro nel 2004.

## Interno
All'interno della chiesa, che è ad un'unica navata, sono conservati svariati affreschi:
- Madonna con Bambino incoronata da due angeli con San Sebastiano Martire (XVI secolo)
- San Giorgio uccide il drago (XVI secolo)
- San Giovanni Battista (XVII secolo)
- La Pietà (XVII secolo)

Un'altra opera di pregio visibile in questa chiesa è una statua della Madonna Ausiliatrice, scolpita nel 1894 da Giacobbe Della Giustizia.